# Bayerska kronorden

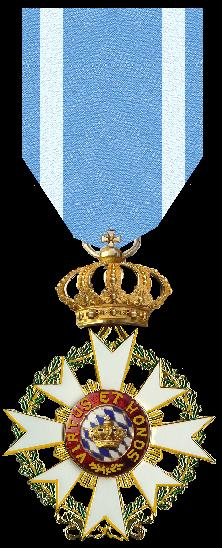
Riddare av Bayerska kronorden.

Bayerska kronorden (tyska: Verdienstorden der Bayerischen Krone) var en orden i fyra klasser instiftad den 19 maj 1808 av kung Maximilian I Josef av Bayern. Den utdelades för civila förtjänster. Ordens motto var Virtus et Honos ("Mod och ära"). Orden delades först ut i tre klasser: storkorset, kommendör och riddare, men 1855 tillsattes graden storkommendör. Två medaljer för meriter i silver och guld delades också ut.